# NGC 5000
NGC 5000 (również PGC 45658 lub UGC 8241) – galaktyka spiralna z poprzeczką (SBbc), znajdująca się w gwiazdozbiorze Warkocza Bereniki. Odkrył ją William Herschel 11 kwietnia 1785 roku.
W galaktyce tej zaobserwowano supernową SN 2003el.